# Jurij Nikulin
Jurij Vladimirovitj Nikulin (Юрий Владимирович Никулин), född 18 december 1921 i Demidov i Smolensk oblast, död 21 augusti 1997 i Moskva, var en rysk skådespelare, clown, cirkusdirektör, programledare och filmskapare.

## Biografi
Jurij Nikulin föddes den 18 december 1921 i staden Demidov i guvernementet Smolensk. Efter avslutad skolgång 1939 inkallades han till militärtjänst och tjänstgjorde under vinterkriget vid den 115:e luftvärnsregementet som förlades vid Systerbäck. Efter Nazisternas anfall på Sovjetunionen 1941-1945 deltog han i försvaret av Leningrad och blev dekorerad med några medaljer, till exempel medaljen "för mod".
År 1946 kom Nikulin in på clownskolan vid Moskvas cirkus på Tsvetnoj boulvard och senare började arbeta som clown. 1958 debuterade han som skådespelare i komedifilmen Devusjka s gitaroj (Девушка с гитарой). Och fick sedan en riktig succé med filmen Brilliantovaja ruka (Бриллиантовая рука) då han fick huvudrollen.

## Filmografi (urval)
- 1958 — Devusjka s gitaroj (Девушка с гитарой)
- 1961 — Kogda derevja byli bolsjimi (Когда деревья были большими)
- 1964 — Ko mne, Muchtar! (Ко мне, Мухтар!)
- 1965 — Operation skratt (Операция "Ы" и другие приключения Шурика)
- 1965 — Påhittarna (Фантазёры)
- 1967 — Kavkazskaja plennitsa, ili Novyje prikljutjenija Sjurika (Кавказская пленница, или новые приключения Шурика)
- 1968 — Brilliantovaja ruka (Бриллиантовая рука)
- 1969 — Den yttersta domen - livsdramat Andrej Rubljov (Андрей Рублёв)
- 1972 — 12 stolar (12 стульев)
- 1975 — De kämpade för sitt land (Они сражались за Родину)
- 1976 — Dvadtsat dnej bez vojny (Двадцать дней без войны)
- 1984 — Fågelskrämman (Чучело)
- 1991 — Kapitan Krokus (Капитан Крокус)

## Utmärkelser
- Asteroiden 4434 Nikulin är uppkallad efter honom.[4]

- Leninorden
- Jubileumsmedalj ”40-årsdagen av segern i det Stora Fäderneslandkriget 1941-1945”
- Jubileumsmedalj ”För firandet av 100-årsdagen av Vladimir Lenins födelse”
- Förtjänstfull konstnär i Ryska SFSR
- Folkets konstnär i Ryska SFSR
- Ryska SFSR:s statliga pris uppkallat efter Vasiljevbröderna
- Jubileumsmedalj ”20-årsdagen för segern i det Stora Fäderneslandkriget 1941-1945”
- Jubileumsmedalj ”50-årsjubileum för Sovjetunionens väpnade styrkor”
- Medaljen till minne av Leningrads 250-årsjubileum
- Jubileumsmedalj ”30-årsdagen för segern i det Stora Fäderneslandkriget 1941-1945”
- Jubileumsmedalj "70 år för Sovjetunionens väpnade styrkor"
- Jubileumsmedalj "60 år för Sovjetunionens väpnade styrkor"
- Kinotavr
- Jubileumsmedalj "50-årsdagen för segern i det Stora Fäderneslandkriget 1941-1945"
- För försvaret av Leningrad
- Socialistiska arbetets hjälte
- Folkets artist i Sovjetunionen
- Medalj ”För segern över Tyskland i det Stora Fäderneslandskriget 1941-1945”
- Zjukovmedaljen
- ”Veteran av arbetet”-medaljen
- Patriotiska krigsorden av andra graden
- Arbetets Röda Fanas orden
- Medalj "för tapperhet i arbetet"
- Ryska fäderneslandets förtjänstorden av 3:e graden
- Tapperhetsmedaljen, Sovjetunionen
- Hedersmärke-orden
- Ryska federationens presidentiella tacksamhetscertifikat

[Redigera Wikidata]